# Jan Porcellis
Jan Porcellis né entre 1583 et 1585 à Gand, dans les Pays-Bas espagnols et mort le 29 janvier 1632 à Zoeterwoude) dans les Provinces-Unies, est un peintre de marine de l’âge d'or de la peinture néerlandaise notamment connu pour ses tableaux représentant la marine de la république des Provinces-Unies lors du siècle d'or néerlandais.

## Biographie
Il s'est formé auprès de Hendrik Vroom.
Il a épousé la fille du peintre Jan Steen, Catherina. Il est actif à Rotterdam en 1605, avant de partir à Londres en 1606 où va naître la même année, sa fille Jacquemijntgen (De Beer 2013, p. 16).
Il est actif à Middelburg (Zélande) en 1609 où sa fille Anna a été baptisée le 29 octobre 1609 (De Beer 2013, p. 16). Il repart à Londres avant de s'installer à Anvers de 1615 à 1620, où il devient maître dans la Guilde en 1617.
Il séjourne à Gand en 1620 avant de s'installer deux ans à Haarlem de 1621 à 1623, puis à Amsterdam de 1624 à 1626, puis à Voorburg en 1626 et à Zoeterwoude-Dorp de 1627jusqu'à sa mort.
C'est le père du peintre de marine Julius Porcellis et est généralement considéré comme le plus talentueux des deux, notamment du fait de sa capacité à mieux rendre l'espace et grâce aussi à sa palette de couleur plus subtile qui font d'ailleurs de lui l'un des meilleurs peintres de marine de sa génération.
Il a eu également comme élèves Hendrick van Anthonissen et Hans Goderis.

## Œuvre
On retrouve ses œuvres dans de nombreux musées du monde.
- Marine, vers 1625, huile sur panneau, 45 × 65 cm, Musée de l'Ermitage, Saint-Petersbourg[2]
- Marine par temps orageux, musée des beaux-arts de Rouen
- Mer orageuse, 1629, huile sur chêne, 18 × 24 cm, Munich, Alte Pinakothek[3]
- Mer calme, musée des beaux-arts de Bordeaux
- Navires en détresse, Musée Jeanne-d'Aboville